# Bob Taft
Pour les articles homonymes, voir Taft.
Robert Alphonso Taft III dit Bob Taft, né le 8 janvier 1942 à Boston, est un homme politique américain, notamment gouverneur républicain de l'État de l'Ohio de 1999 à 2007.

## Biographie
Son arrière-arrière-grand-père Alphonso Taft fut secrétaire à la Guerre des États-Unis, procureur général et ambassadeur. Son arrière-grand-père William Howard Taft fut  président. Son grand-père Robert Alphonso Taft et son père Robert Taft Jr. furent sénateurs républicains au Congrès des États-Unis.
D'autres membres de sa famille, cousins ou oncles, furent membres du gouvernement, ambassadeurs ou parlementaires. Taft est par ailleurs un cousin éloigné de George W. Bush et du vice-président Dick Cheney.
Bob Taft est diplômé des universités de Yale en 1963, de Princeton en 1967 et en droit de l'université de Cincinnati en 1976. Il est par la suite volontaire dans les Corps de la Paix.
Élu à la Chambre des représentants de l'Ohio de 1976 à 1981 et commissaire du comté d'Hamilton de 1981 à 1990, Taft est élu secrétaire d'État de l'Ohio en 1991, réélu en 1994 et en poste jusqu'en 1998.
Bob Taft a été élu en 1998 gouverneur de l'Ohio par 50 % des voix contre 45 % à son opposant démocrate Lee Fisher. En 2002, Taft est réélu avec 58 % des votes contre 38 % au démocrate Tim Hagan.
Le 17 août 2005, Taft est inculpé de quatre accusations équivalents à un manquement déontologique ayant conduit à un enrichissement frauduleux d'un montant de 5 800 $. Condamné à rembourser et à une amende de 4 000 $, le juge ordonna à Taft de s'excuser auprès des citoyens de l'Ohio et des fonctionnaires de l'État. Taft a également fait l'objet d'une demande d'impeachment mais sans succès.
Sa cote de popularité est tombée à 15 % d'opinions favorables en septembre 2005.
Le 13 novembre 2005, Time a distingué Bob Taft comme l'un des trois plus mauvais gouverneurs des États-Unis (ou l'un des trois les moins performants). En décembre 2005, avec un taux d'approbation de son action de 17 %, il est le gouverneur le moins populaire du pays.